# Eugenio Dal Corso
Eugenio Dal Corso (Lugo di Valpantena, 16 maggio 1939 – Negrar di Valpolicella, 20 ottobre 2024) è stato un cardinale e vescovo cattolico italiano.

## Biografia
Nacque il 16 maggio 1939 a Lugo di Valpantena, in provincia e diocesi di Verona.

### Formazione e ministero sacerdotale
Completò gli studi presso l'Istituto don Calabria e al termine decise di diventare missionario. Fu ordinato presbitero il 7 luglio 1963. Dopo l'ordinazione fu inviato a Roma, dove completò gli studi di teologia dogmatica, dedicandosi anche alla vita pastorale nella parrocchia di Madonna di Campagna (Verona) e poi a Napoli.
Iniziò la vita missionaria nel 1975, prima in Argentina, a Laferrere (provincia di Buenos Aires), dove rimase undici anni, successivamente a Luanda, in Angola.

### Ministero episcopale e cardinalato
Il 15 dicembre 1995 fu nominato vescovo coadiutore di Saurimo. Ricevette la consacrazione episcopale il 3 marzo 1996, davanti all'Ospedale della Divina Provvidenza a Luanda, per imposizione delle mani di mons. Félix del Blanco Prieto, arcivescovo titolare di Vannida e nunzio apostolico in Angola e pro-nunzio apostolico a São Tomé e Príncipe, assistito dai co-consacranti monsignori Andrea Veggio, vescovo titolare di Velia ed ausiliare di Verona, e Pedro Marcos Ribeiro da Costa, vescovo di Saurimo.
Il 15 gennaio 1997 succedette alla guida della diocesi, dopo le dimissioni per motivi d'età del settantacinquenne mons. Ribeiro da Costa.
Il 18 febbraio 2008 papa Benedetto XVI lo nominò vescovo di Benguela, dopo aver accettato le dimissioni del settantaseienne mons. Oscar Lino Lopes Fernandes Braga. Rimase alla guida della diocesi per dieci anni, fino al 26 marzo 2018, quando presentò la rinuncia per raggiunti limiti d'età.
Il 22 luglio 2018 l'amministratore apostolico della diocesi di Menongue, mons. Pio Hipunyati, lo nominò cappellano del centro pastorale "Santa Josefina Bakhita" di Caiundo, comunità della provincia di Kuando Kubango, nel sud dell'Angola, accogliendo la sua richiesta di svolgere servizio missionario e di evangelizzazione.
Il 1º settembre 2019 papa Francesco annunciò la sua nomina a cardinale nel concistoro del 5 ottobre. Ricevette il titolo di Sant'Anastasia, del quale prese ufficialmente possesso il 17 novembre 2019.
Dopo la nomina cardinalizia, continuò nella diocesi di Menongue a «prestare servizio come cappellano in una parrocchia sperduta dell’Angola, una delle più povere, dove c’era bisogno di sacerdoti per portare avanti il lavoro pastorale».
Morì il 20 ottobre 2024, all'età di 85 anni, presso la Casa del clero di Negrar. Le esequie furono celebrate il 24 ottobre seguente, nella cattedrale veronese, dal vescovo di Verona Domenico Pompili.

## Genealogia episcopale
La genealogia episcopale è:
- Cardinale Scipione Rebiba
- Cardinale Giulio Antonio Santori
- Cardinale Girolamo Bernerio, O.P.
- Arcivescovo Galeazzo Sanvitale
- Cardinale Ludovico Ludovisi
- Cardinale Luigi Caetani
- Cardinale Ulderico Carpegna
- Cardinale Paluzzo Paluzzi Altieri degli Albertoni
- Papa Benedetto XIII
- Papa Benedetto XIV
- Papa Clemente XIII
- Cardinale Marcantonio Colonna
- Cardinale Giacinto Sigismondo Gerdil, B.
- Cardinale Giulio Maria della Somaglia
- Cardinale Carlo Odescalchi, S.I.
- Cardinale Costantino Patrizi Naro
- Cardinale Lucido Maria Parocchi
- Papa Pio X
- Papa Benedetto XV
- Papa Pio XII
- Cardinale Eugène Tisserant
- Papa Paolo VI
- Cardinale Agostino Casaroli
- Arcivescovo Félix del Blanco Prieto
- Cardinale Eugenio Dal Corso, P.S.D.P.